# پولک پیشانی

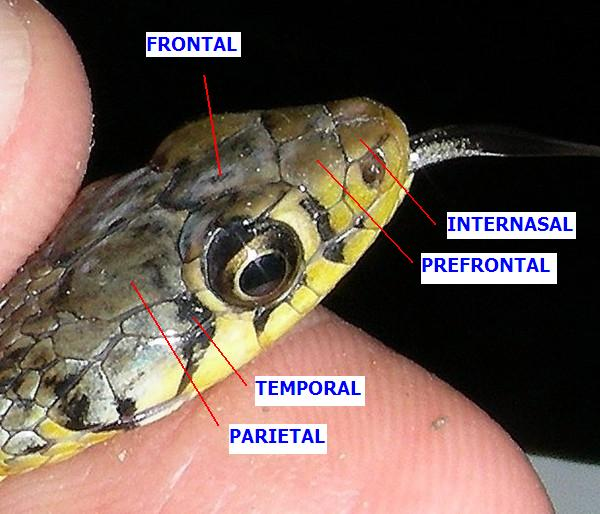
پولک روی سر مار

پولک پیشانی (به انگلیسی: Frontal scale)، به پولک‌های خزنده‌ای گفته می‌شود که در ناحیه کلی پیشانی مار، مخصوصاً بین چشم‌ها و قسمت پیشانی این ناحیه قرار دارند. اینها مشابه استخوان پیشانی انسان است که مربوط به پیشانی است.
پولک‌های مار که به بخش جلویی و قسمت قدامی آن چسبیده‌اند، جلوپیشانی (prefrontal) نامیده می‌شوند.